# Voces Thules
Voces Thules es un conjunto musical de Islandia fundado en 1992. Está compuesto por cinco cantantes (Eggert Pálsson, Einar Jóhannesson, Eiríkur Hreinn Helgason, Guðlaugur Viktorsson y Sigurður Halldórsson) que se han especializado en música medieval y contemporánea islandesa. 

## Recorrido
Voces Thules ha actuado en varios festivales internacionales, como en el XX aniversario del Festival de Música Antigua de Utrecht (Holanda) y en el cincuenta aniversario del Festival Internacional de Artes de Bergen, donde Voces Thules dio conciertos de música medieval de manuscritos islandeses. El grupo grabó para radio y televisión en 2006, obra que se tituló "Oficio de San Torlak" (Þorlákstíðir), el único santo islandés, basado en un manuscrito de 1400. Luego interpretaron esa obra en la Catedral de Reikiavik en el 800 aniversario de la canonización de Torlak. Estuvieron nominados al Premio de Música del Consejo Nórdico en 2008.